# Sunnerstatjärnarna
Sunnerstatjärnarna är en sjö i Örnsköldsviks kommun i Ångermanland och ingår i Moälvens huvudavrinningsområde.